# Прошляков, Алексей Иванович

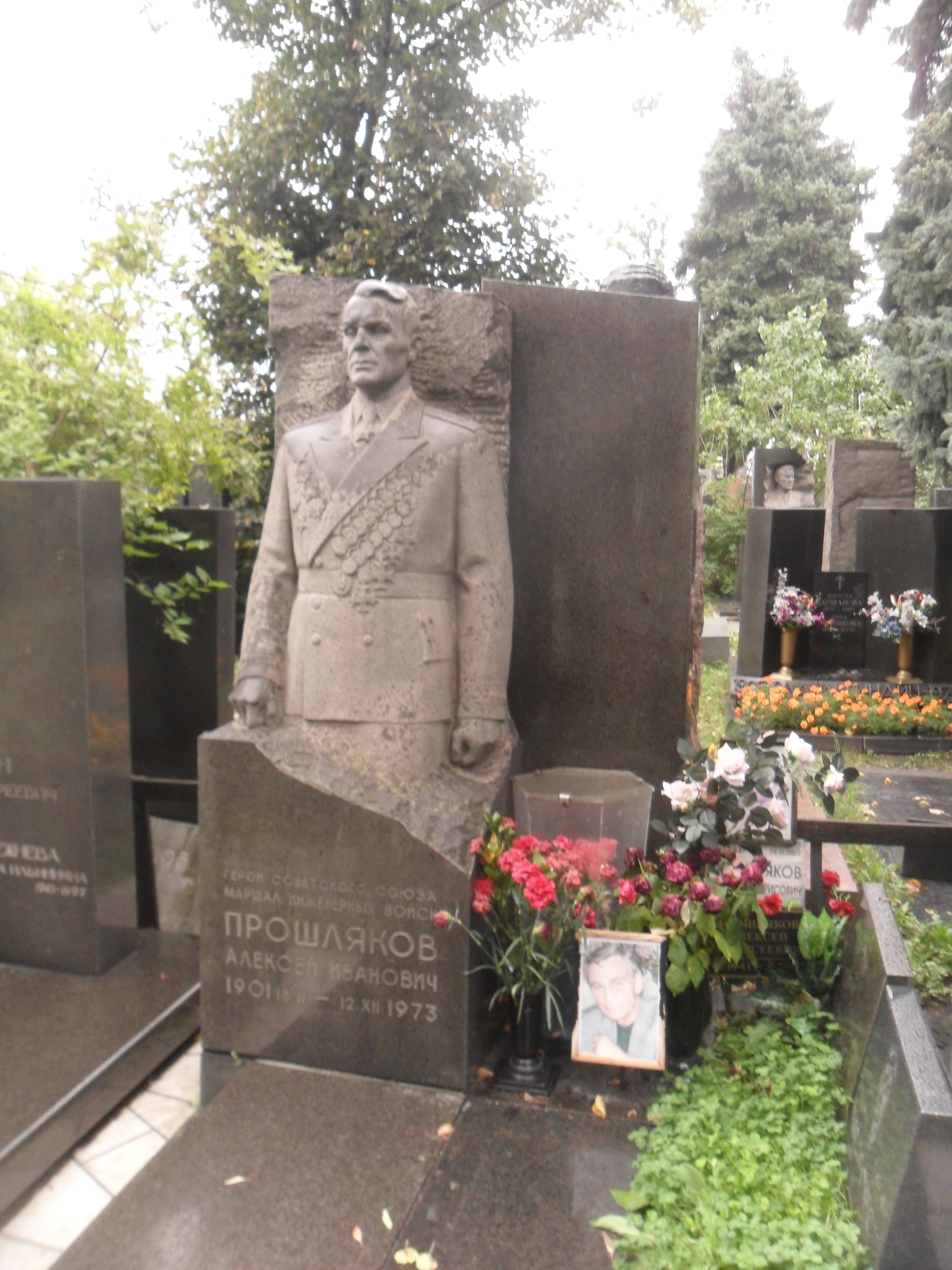
Памятник на могиле А. И. Прошлякова на Новодевичьем кладбище.

Алексе́й Ива́нович Прошляко́в (5 [18] февраля 1901, Голенищево, Рязанская губерния, Российская империя — 12 декабря 1973, Москва, СССР) — советский военный инженер и военачальник, Герой Советского Союза (1945). Начальник инженерных войск Советской Армии (1952—1965). Маршал инженерных войск (6.05.1961).

## Биография

### Ранние годы
В 1916 году он поступает в Александровскую учительскую семинарию (ныне школа № 17 города Рязани). Окончил её в 1919 году.

### Гражданская война и межвоенный период
В Красной Армии с 1920 года. Служил писарем в Главснабпродарме, в мае 1920 года переведён в запасной инженерный батальон Московского военного округа, окончил там школу младших командиров. С 1921 года служил взводным инструктором учебно-понтонной части минно-понтонного дивизиона Петроградского военного округа, затем там же стал командиром взвода. Был помощником начальника школы младших командиров по политической части. С 1924 года участвовал в боях против басмачей в Туркестане. Член РКП(б) с 1921 года. С 1926 года служил в инженерных войсках Белорусского военного округа, был начальником полковой школы, помощником командира и командиром понтонного батальона. Окончил курсы усовершенствования комсостава РККА в 1931 и в 1938 годах.
С 1933 года служил в инженерном отделе штаба Белорусского военного округа. С 1938 года — начальник отдела инженерных войск штаба Бобруйской армейской группы. В сентябре 1939 года на базе этой группы была спешно сформирована 4-я армия, в которой Прошляков был назначен начальником инженерных войск. В составе армии принимал участие в Польском походе РККА в Западную Белоруссию в сентябре 1939 года. В последующем, оставаясь на той же должности, руководил работами по инженерному оборудованию западной границы и по строительству Брестского укрепрайона и по перестройке в военных целях Днепровско-Бугского канала.

### Великая Отечественная война
В боях Великой Отечественной войны с первого дня. Как начальник инженерных войск армии организовывал спешное строительство инженерных укреплений в районе Бобруйска и Могилёва. Во многом благодаря этим работам советским войскам удалось почти месяц вести героическую оборону Могилёва от превосходящих войск противника. В июле 1941 года военинженер 1-го ранга Прошляков назначен заместителем начальника инженерного управления Центрального фронта, с конца августа 1941 года — на такой же должности на Брянском фронте. Отличился в оборонительном этапе битвы за Москву, участвовал в подготовке Тульского оборонительного рубежа и строительстве укреплений вокруг Тулы, которые противнику так и не удалось прорвать.
С апреля 1942 года до конца войны был заместителем командующего — начальником инженерных войск последовательно Южного, Сталинградского, Донского, Центрального (2-го формирования), Белорусского, 1-го Белорусского фронтов. С конца 1942 года и почти до конца войны воевал под командованием К. К. Рокоссовского, который оценивал Прошлякова как одного из лучших военных инженеров РККА. Прошляков участвовал в подготовке инженерного обеспечения таких крупнейших оборонительных и наступательных сражений Великой Отечественной войны, как Сталинградская битва, Курская битва, битва за Днепр, Белорусская операция, Висло-Одерская операция, битва за Берлин. Проявил себя мастером организации инженерного обеспечения наступательных операций с форсированием с ходу водных преград, преодолением укреплённых оборонительных рубежей, оборудованием исходных районов и закреплением захваченных плацдармов.
За успешное решение задач по инженерному обеспечению боевых действий войск в ходе Берлинской операции А. И. Прошлякову 29 мая 1945 года присвоено звание Героя Советского Союза. Начав войну в звании военинженера 1-го ранга (соответствовало званию подполковника), Прошляков получил в годы войны звания генерал-майор инженерных войск (1.10.1942), генерал-лейтенант инженерных войск (29.10.1943), генерал-полковник инженерных войск (26.07.1944).

### Послевоенное время
В послевоенные годы он также жил в поселке воинской славы Трудовая-Северная: согласно постановлению Совета Народных Комиссаров СССР №1466 «Об улучшении жилищных условий генералов и офицеров Красной Армии» от 21 июня 1945 г. местные органы исполнительной власти по распоряжению И.В. Сталина обязывались предоставить военнослужащим участки для индивидуального строительства. После войны с июля 1945 года был начальником инженерных войск — заместителем Главнокомандующего Группы советских оккупационных войск в Германии. В 1951 году окончил Высшие академические курсы при Высшей военной академии имени К. Е. Ворошилова. С 1951 года — начальник Управления боевой подготовки инженерных войск Советской Армии. 
С 1952 года на протяжении 13-ти лет был начальником инженерных войск Советской Армии. 
С февраля 1965 года и до конца жизни — военный инспектор-советник Группы генеральных инспекторов Министерства обороны СССР. 
Скончался 12 декабря 1973 года на 73-м году жизни. Похоронен на Новодевичьем кладбище, рядом с могилой генерала армии Горбатова А.В..

## Награды
- Герой Советского Союза, указ Президиума Верховного Совета СССР от 29 мая 1945 года;
- три ордена Ленина (06.04.1945; 30.04.1945; 29.05.1945);
- три ордена Красного Знамени (14.02.1943; 03.11.1944; 30.12.1956);
- Орден Кутузова 1-й степени (19.07.1944);
- Орден Суворова 2-й степени (15.01.1944)[4];
- Орден Отечественной войны 1-й степени (27.08.1943);
- два ордена Красной Звезды (23.02.1961, 22.02.1968);
- медали СССР.

### Иностранные награды
- Командор Ордена Британской Империи (Великобритания, 1944)[5];
- Офицерский крест ордена Возрождения Польши (Польша, 06.10.1973)
- Орден «За воинскую доблесть» 2-й степени (19.12.1968) и 4-й степени (Польша, 24.04.1946);
- Орден «Крест Грюнвальда» 2-й степени (Польша, 24.04.1946);
- Орден «Полярная Звезда» (Монголия, 06.07.1971);
- Медаль «30 лет Халхин-Гольской Победы» (Монголия, 1969)
- Медаль «50 лет Монгольской Народной Армии» (Монголия, 1971)
- Медаль «50 лет Монгольской Народной Революции» (Монголия, 1971)
- Медаль «За Варшаву 1939—1945» (Польша, 1946)
- Медаль «За Одру, Нису и Балтику» (Польша, 1946)
- Медаль «Китайско-советская дружба» (КНР)
- Медаль «За укрепление дружбы по оружию» в золоте (ЧССР)

## Сочинения
- Прошляков А. И. Краткие записки о пройденном пути [подгот. Прошляковым Б. А.]. — М.: Издательство Военно-инженерного университета, 2003. — 212 с.
- Прошляков А. И. Инженерное обеспечение войск 1-го Белорусского фронта в Берлинской операции // Военно-исторический журнал. — 1986. — № 3. — С. 41—46.

## Воспоминания современников
На энергию и инициативу этого генерала можно было положиться. Скромный, даже несколько застенчивый, он умел проявить и волю, и непреклонную решимость. Глубокие знания и богатый практический опыт позволяли ему справляться с самыми сложными задачами. Заботливый и требовательный командир, чудесный товарищ, он пользовался всеобщей любовью. Работать с ним было приятно.
— Дважды Герой  Советского Союза  маршал Советского Союза    Рокоссовский К.К. Солдатский долг.  -  М: Политиздат, 1968- С.208.

## Память

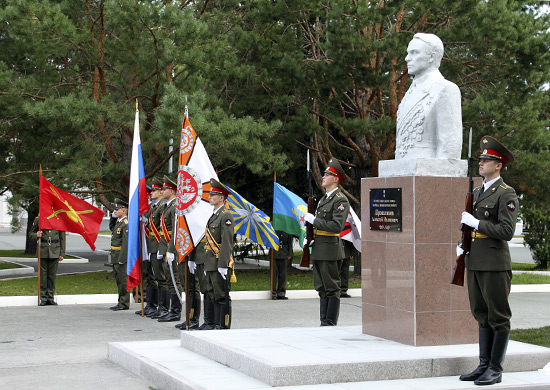
Открытие памятника А. И. Прошлякову
в ТВВИКУ

- В 2013 году открыт памятник А. И. Прошлякову в Тюменском ВВИКУ.
- Бюст А. И. Прошлякову установлен в Парке Героев в поселке воинской славы Трудовая Северная (в городском округе Мытищи Московской области)[6].
- В апреле 1974 года Совет Министров СССР принял постановление «Об увековечивании памяти маршала инженерных войск Прошлякова А. И.». На основании этого Постановления был издан приказ МО СССР № 107 от 30.04.1974 года Тюменскому высшему военно-инженерному командному училищу было присвоено наименование «Тюменское высшее военно-инженерное командное училище имени маршала инженерных войск А. И. Прошлякова».
- МБОУ «Средняя общеобразовательная школа № 17» в городе Рязани носит имя маршала инженерных войск А. И. Прошлякова с 2005 года.
- Мемориальная доска установлена в родном селе.
- Мемориальная доска в память о А. И. Прошлякове установлена Российским военно-историческим обществом на здании школы № 17 в Рязани (бывшее здание учительной семинарии, в которой он учился).
- Мемориальная доска в 2001 году установлена в Москве на здании Министерства обороны (Фрунзенская набережная, дом 22), в котором работал военачальник в 1951—1975 годах.
- Диплом памяти маршала инженерных войск А. И. Прошлякова учреждён коллективной радиостанцией RK3SWZ и администрацией Муниципального образования рабочий посёлок Чучково Рязанской области.
- 9 октября 2012 года именем маршала инженерных войск А. И. Прошлякова названа улица в городе Москве (в районе Строгино, Северо-Западный округ).